# 이병도

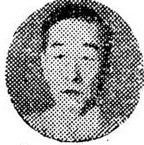
1958년경의
이병도 前 교수

이병도(李丙燾, 1896년 9월 20일(음력 8월 14일) ~ 1989년 8월 14일)는 대한민국의 역사학자이다. 제7대 문교부 장관을 지냈다. 본관은 우봉(牛峰)이고, 호는 두계(斗溪, 杜溪)이다.

## 일생
일제강점기 조선사 편수회에서 수사관보와 촉탁으로 참여하였다. 이때의 경력으로 인해 민족문제연구소에서 발표한 친일인명사전에 수록되었다. 이병도가 조선사 편수회에 있을 때 한국사를 왜곡하고 식민사관을 정립하는데 기여했다는 주장이 있다. 1934년, 일본인을 배제한 민간학술단체인 진단학회를 창설하여 한국사를 연구했다. 경성제국대학 교수, 서울대학교 교수, 서울대학교 대학원장, 학술원 회장, 진단학회 이사장, 민족문화추진회 이사장, 국방부 전사편찬위원장, 국사편찬위원회 위원, 문교부 장관 등을 역임하였다. 《국사대관(1948년)》을 비롯하여 한국의 역사와 사상, 문화에 관한 방대한 저술을 남겼다. 내무부장관 윤치영의 처남이며, 서울대학교 총장 이장무와 문화재청장 이건무는 그의 손자이다. 실증적·객관적 방법을 중시하는 실증사학(實證史學)을 추구하여 한국근대사학이 성립하는데 크게 기여하였다고 평가된다.

## 생애

### 출생과 성장
그는 조선 시대 후기인 1896년 9월 20일(음력 8월 14일)에 경기도 용인군 이동면 천리(泉里)에서 충청도 수군절도사 이봉구와 그의 부인인 나주 김씨 사이의 오남으로 출생하였다. 한성부에서 성장하였으며 1907년 11월에 부친이 작고하였다. 1907년 이종일 선생이 교장으로 있던 보광학교에 입학하여 이 학교가 재정난으로 폐교하는 1909년까지 수학하였다. 15세였던 1910년에 육군 참장 조성근의 장녀 조남숙과 결혼하였다. 같은 해 3월에 사립 중동학교를 졸업하였다. 1912년 3월 보성전문학교(현재 수송동 조계사 자리) 법과에 입학하여 1915년 3월에 졸업했다. 1916년 4월에 와세다 대학 사학 및 사회학과(史學及社會學科)에 입학하여 1919년 7월에 졸업하였다.

### 일제강점기 활동

#### 일제 강점기 초반
1919년 10월부터 7년간 중앙고등학교 전신인 중앙학교에서 지리와 역사, 영어 담당 전임교원으로 근무했다. 야간에는 영어강습소에 출강하는 한편, 중앙학교의 전임교원이자 중동학교(야학) 교장인 최규동의 요청을 받고 1920년 4월부터 1년간 이 학교에서 영어를 강의하였다. 1920년 7월에 김억, 남궁벽, 김혁로, 김영환, 나혜석, 민태원, 김찬영, 염상섭, 오상순, 황석우, 김원주 등 12인(후에 변영로 참가하여 13인)과 함께 동인지 폐허(廢墟)를 창간하였다. 폐허는 2호까지 출판되었다. 1921년 4월부터 1년간 경신학교에서도 지리와 역사를 강의하였다. 1922년부터는 주로 한국사상사와 지리도참 등 사상사 연구에 전념하였다. 1925년 8월부터 1927년까지 조선총독부 산하의 조선사편수회에서 수사관보(修史官補)로 일하였는데 촉탁(囑託)으로 있는 금서룡(今西龍, 이마니시 류)을 도와 수사관보로 일했고, 이후 조선사편수회에서 퇴사하고, 임시직인 촉탁으로 해방까지 일하였다. 그러나 실제 조선사편수회 임직원의 증언에 따르면 이병도의 조선사편수회 활동, 특히 촉탁으로의 활동은 사실상 이름만 올라 있었을 뿐, 실질적인 업무는 맡지 못한 것으로 보인다. 1933년 4월부터 1943년까지 중앙불교전문학교 강사로서 "조선유학사" 강의를 담당하였다.

#### 일제 강점기 후반
1934년 5월 7일에는 한국과 근린의 문화 연구를 목적으로 하여 이상백, 조윤제, 김상기, 이병기, 손진태, 송석하, 이희승, 김태준 등과 함께 진단학회를 창립했다. 황국사관에 젖어 있던 일본 사학자들에게 대항하기 위해 한민족 고유의 국명인 ‘진(震)’과 단군의 ‘단(檀)’을 합해 ‘진단학회’로 하였다는 진단학회 발기식겸 창립총회는 경성부 長谷川町(현 소공동 50번지) "푸라디아느" 다방에서 개최하였다. 같은해 11월 28일에 진단학보 창간호를 간행하면서 "삼한문제의 신고찰(1):진한급삼한고"라는 논문을 투고하고 그자신은 편집 겸 발행인으로 활동하였다. 진단학회의 주소를 "경성부 계동 98번지" 자신의 집 주소지로 하였다. 또한 위의 진단학보 창간호에 "하멜표류기"를 번역하여 연재하기 시작하였다. 1935년 4월 17일 진단학보 제2호를 발간했다. 1941년 4월부터 3년간 이화여자전문학교 사학강좌 담당 강사로 출강하였다. 일제의 탄압으로 1943년 9월 진단학보 제14호의 발행을 끝으로 진단학회가 해산되었다. 그는 창씨개명을 하지 않았다. 1945년 광복으로 진단학회가 자진해산한 뒤에도 조선사편수회를 지켰다는 주장이 있다.

### 광복 후

#### 광복 직후
1945년 8월 해방과 동시에 진단학회를 재건하고, 임시교원양성소를 구성하여 국어와 국사 중등교원 양성을 도모하였다. 또한 친일 어용 역사학회인 조선사 편수회를 계속 존속시켜 나갔다. "국사교본"을 편찬하여 중등교과용으로 사용하게 하였다. 같은해 12월 동지들과 서지학회를 조직하고 기관지 서지를 발간하였다. 같은 해, 일본인 교원이 전부 빠져나가고, 조선인만으로 운영되던 경성제국대학의 교수로 임명되었다. 1946년 9월 국대안의 제정으로 서울대학교 문리과대학 사학과의 교수로 임명되어 사학과의 창설에 기여하였다.
1947년 5월에 진단학보 제15호를 간행하였다. 그해 10월에 서울대학교 중앙도서관장에 임명되어 1952년까지 그 일을 맡았다. 1952년 8월에는 서울대학교 대학원에서 "고려시대의 연구: 특히 도참사상의 발전을 중심으로"라는 논문으로 인문과학 박사 학위를 취득하였다. 1953년 9월 서울대학교 부속 박물관장에 임명되어 1954년까지 맡았다. 1953년 10월에 진단학회를 사단법인으로 재편성하여 이사장에 취임하였다.

#### 교육자로서의 삶
1945년 경성대학의 교수가 되었다. 이후 경성대학과 다른 관공사립전문학교들이 통합되자 서울대학교 교수가 되었다. 1954년 5월에 서울대학교 대학원장이 되었고 1962년까지 서울대학교 문리대 교수로 재직하면서 후학을 양성하였다. 1950년에 한국 전쟁이 일어나자 국방부 전사편찬위원장에 임명되어 4년간 복무하였다. 1954년에는 대한민국학술원 회원이 되었고, 1959년에는 종신회원이 되었다. 1955년부터 1982년까지는 국사편찬위원회 위원을 지냈다. 또한 1956년에 김창룡의 묘비명을 썼다.
1957년 5월 동아문화연구위원회(Research Council of Havard Yenching Institute)의 이사가 되었다. 고려대학교 교우회 회장이 되었다. 1959년 3월에 학술원 종신회원이 되었다. 동아문화연구위원회 회장이 되었다. 1960년 4월 허정 과도내각의 문교부 장관에 취임하였다. 학도호국단을 해체하고 학생단체를 자율화시키는 한편, 대학 총학장의 교수직선제를 채택했다. 그해 8월에 사임하고 9월에 서울대학교대학원장 겸 서울대학교 행정대학원장에 임명되었다. 또한 같은 해 7월에 대한민국 학술원 회장에 취임하였다.
1961년 4월에 국민대학 학장에 취임하였다. 1962년 서울대학교 명예교수로 추대되었다. 1963년 6월 동아문화연구위원회 회장에 재선되었다. 7월에 율곡기념사업회 이사장에 피선되었다. 10월에 3.1문화상 심사위원장이 되었다. 미국 학술원창립100주년 기념식에 초청받았다. 하바드 엔칭 연구소의 초청으로 특강하였다. 12월에 미국역사학회 명예회원이 되었다. 1964년 4월 국방부전사편찬위원회 자문위원으로 피선되었고 7월에 학술원 회장에 3선, 11월에 고려대학교 교우회장을 4선으로 맡았다. 1965년 4월에 성균관대학교 교수로 취임하였다. 9월에 성균관대학교 대동문화연구원 원장이 되었다.
1967년 6월 미국 프린스턴 대학교에서 명예문학박사학위를 받았다. 1968년 학술원 회장을 5선으로 맡았다. 조선왕조실록과 유학자들의 문집 등과 같은 고전의 국역 사업을 위해 현재 한국고전번역원의 전신인 민족문화추진위원회를 이희승, 김두종 등과 함께 발족하면서, 1965년 11월 6일 서울대학교 강당에서 창립총회를 개최하였다. 회장에는 박종화가 추대되었고 최현배와 함께 부회장에 취임하였다. 이후 1970년 2월에 민족문화추진회를 재단법인으로 개편 발족하면서 이사가 되었다. 1970년 4월에는 '삼국유사영역소위원회'를 구성하고 위원장이 되어 박준선, 성낙훈, 이팔범, 정인섭, 진인숙 등 위원과 함께 삼국유사 영역사업을 시작했다. 민족문화추진회에서는 회보 '민족문화'를 1966년부터 간행했는데, 그 창간호에 '고전국역의 현황과 전망'이란 글을 게재하였다. 제4호에는 '율곡집', '사변론', '신증 동국여지승람'에 대한 해제를 게재하였다. 이후 1977년 5월 11일 고전국역의 종합심의기구인 교열위원회 위원장을 맡았다. 민족문화추진회에서 발행한 고전 번역서 중에는 '연려실기술1'에 대한 번역을 맡았다. 1982년 2월 22일 민족문화추진회 이사장에 취임하여 1988년 4월 1일까지 재임하면서 고전국역자 양성과 고전국역 사업을 전개하였다. 고전국역후원회 결성하였고 민족문화추진회 사업의 장기발전을 위한 재정적 기반 마련하기 위해 정부에 재정지원을 촉구하여 1986년 7월 민족문화추진회 회관을 종로구 구기동에 마련하였다. '우리고전읽기운동'의 추진, 국역연수원에 일반인 대상의 한문강좌 개설, 고전국역상 제정, 한국문집총간 편찬의 업적을 남겼다. 1976년에 학술원 회장 8선이 되었고 이후 1980년까지 회장을 맡았다. 1981년에 학술원 원로회원으로 추대되었다. 1975년 10월 성균관대학교 이사에 취임하였다. 1984년에는 다산선생기념사업회 회장에 취임하였다.

### 말년
1980년에는 두계학술상이 제정되었다. 1981년 국정자문위원회 위원으로 위촉되었다.
1985년 11월에 민족문화추진회 창립 20주년 및 "두계이병도 이사장구순기념 특집호"(민족문화 제11집) 간행되었다. '두계 이병도 이사장 연보 및 논저목록'에서 연보, 상훈, 저술, 논문 목록, 訟壽의 글을 실었다. 특집호 '권두언'에 '고전의 현대화 작업 20주년을 맞으며'를 게재했다. 1986년 5월 9일 고려대학교 교우회 '교우의 날' 행사에서 '자랑스러운 고대인'으로 선정되었다. 1986년 10월 9일 "단군은 신화 아닌 우리 국조 - 역대왕조의 단군제사 일제때 끊겼다"라는 제목으로 단군조선 실재의 가능성을 주장하였다.1987년 10월 진단학회에서 편찬한 "이병도박사구순기념한국사학논총"을 봉정받았다.
1987년 11월 4일 총리공관에서 열린 만찬에 국무총리 김정렬의 초청을 받았다. 1989년 8월 14일 새벽, 서울시 종로구에 있는 한국병원에서 영면했다.

## 사후
1991년 10월 10일, 진단학회는 중진 역사학자 39인이 기고한 책 "역사가의 유향: 두계이병도선생추념문집(歷史家의 遺香: 斗溪李丙燾先生追念文集(일조각)" 을 발간하였다. 2008년 4월 29일 민간단체 민족문제연구소는 조선사편수회 경력 및 그의 연구활동을 근거로 민족문제연구소의 친일인명사전 수록예정자 명단 4776명에 포함하여 발표했다. 2005년 서울대 학생단체에서 발표한 ‘서울대 친일인물1차12인 명단’, 2005년 고려대 총학이 발표한 ‘고려대 100년 속의 일제잔재 1차 인물’에 포함되어 있다.
2008년 8월 학술지 ‘한국사 시민강좌’ 하반기호(43호)에서 대한민국 건국 60주년 특집 ‘대한민국을 세운 사람들’을 선발, 건국의 기초를 다진 32명을 선정할 때 교육, 학술 부문의 한사람으로 선정되었다.

## 연구 및 평가
이병도는 1950년대 이후의 고대사학계를 이끌어 나갔다. 1955년에는 서울대학교 논문집에 〈남당고〉를 발표해 합좌제의 원형이 된 남당(南堂)의 실체를 밝히고, 고구려 국호 기원 문제를 해명하는 한편, 위만조선의 전개과정을 통해 위만이 조선계 인물임을 주장하였다. 또한 1930년대부터 시작한 자신의 연구 성과를 체계적으로 정리하여 《한국사 ─고대편─》을 출간하여 고대사 연구의 토대를 마련하였다. 이후에도 고대사 연구뿐만 아니라 역사지리와 국가 기원 및 사회 제도까지 연구를 확대하여, 1976년에는 《한국고대사연구》를 출간하였다.
1977년에는 《삼국사기》에 역주를 달아 《국역 삼국사기》를 출간하고, 고대사·지리 도참과 함께 관심을 쏟고 있던 유학사를 연구한 성과는 1987년에 《한국유학사》를 간행하여 결실을 보았다.
대한민국 건국 이후 실증주의 역사학의 대표적인 인물로 실증적·객관적 방법을 중시하며, 철저한 문헌 고증에 입각한 연구 태도와 엄격한 학풍으로 많은 제자를 길러냈으며, 문헌을 기본으로 하는 실증주의 역사학이 뿌리내리는 데에 큰 업적을 남겼다. 죽을 때까지 연구를 그치지 않았고, 왕성한 연구로 많은 저서와 다양한 논문을 남기기도 했다. 해방 이후의 고대사 연구에 독보적인 영향력을 끼치면서 대한민국의 사학계에 직·간접적으로 큰 영향을 끼쳤다. 또한 이병도의 제자들이 고대사학계에서 많은 활약을 하면서 일부 민족사학계 인사 및 일반인들은 그의 후학이 한국사학계를 장악하였다고 비판하고있다. 일제 강점기 조선사편수회에서 수사관보와 촉탁으로 근무하여 일본 관학자를 도운 경력이 친일행위로 비판받았으며, 광복 후 서울대학교 국사학과 교수로 재직할 때 일본에서 황국사관을 신봉하고 신도를 대표하는 대학으로 유명한 덴리대학교(天理大學校)에 가서 신도의 도복을 입고 예식에 참석했다는 증언이 제기되어 비판을 받았다.

## 주요 저서
- 《朝鮮史》, 조선총독부, 1922년 ~ 1938년, 총 35권, 총 24,409페이지
- 《역주 삼국사기》, 박문서관,1943년[초판발행 박문문고 2책: 1책 342(?)쪽, 2책 479쪽]1945, 1956년(춘조사 재발행), 1965년(동국문화사,468쪽), 1977(을유문화사,국역본 736쪽, 원문교열본463쪽).
- 《조선사대관》, 동지사, 1948, 1949(수정3판,501쪽).
- 《고려시대의 연구: 특히 도참사상을 중심으로》, 을유문화사, 1948, 1986(개정판, 아세아문화사, 446쪽).
- 《새국사 교본》, 동지사, 1948(208쪽)
- 《한국사(고대편)》(김재원 공저), 진단학회 편, 을유문화사, 1959, 1965년 수정판(730쪽). 1980년 16판(70쪽, 부록 색인 31쪽, 역대왕실계보외 도표).
- 《한국사(중세편)》진단학회 편, 을유문화사,1961
- 《하멜표류기(역서)》, 1939년 박문각(초판), 1946(재판), 일조각 1954.
- 《중등사회 생활과 우리나라의 생활 (역사)》, 일조각, 1949(210쪽)
- 《국사대관》, 1954, 1955(보문각, 613쪽, 색인 6쪽), 1958, 1959.
- 《국사와 지도이념》, 삼중당(90쪽), 보문각, 1954.
- 《이병도수필집 두계잡필(斗溪雜筆)》, 일조각, 1956(519쪽).
- 《중학교사회생활과 중등국사》, 을유문화사, 1956(204쪽).1963년판(212쪽), 1964년판(212쪽)
- 《역주 삼국유사》, 동국문화사, 1956, 1962(재판, 468쪽)1965(3판, 468쪽), 1976년(광조출판사 수정판), 2000년(명문당,468쪽), 2000년(조선일보,누리미디어 제작 CD)
- 《고등학교 사회과 국사》, 일조각, 195년(197쪽)
- 《자료한국유학사초고(資料韓國儒學史草稿)》, 서울대 문리대사학연구실 유인물, 1959(철필 등사본).
- 《중국어판 한국사대관(許宇成역)》, 正中書局, 1963.
- 《한국사대관》, 보문각, 1964, 1969(589쪽).
- 《내가 본 어제와 오늘》, 신광문화사, 1966(289쪽).
- 《인문계고등학교 국사》, 일조각, 1969(274쪽).
- 《나의 인생관: 풀뭇간의 쇠망치》, 휘문출판사, 1971, 1974(수정3판, 436쪽).
- 《한국고대사회와 그 문화》, 서문당, 1973.
- 《한국사회와 그 문화》, 서문당, 1973.
- 《율곡의 생애와 사상》, 서문당, 1973.
- 《두실여적(斗室餘滴)》,박영사, 1975.
- 《수정판 역주화선 제주도난파기》, 일조각, 1975.
- 《한국고대사연구》, 박영사, 1976, 2001(818쪽).
- 《일어판 한국고대사연구》, 學生社, 1980.
- 《한국의 유학사상 퇴계집/율곡집(한국사상전집2,공역)》, 삼성출판사, 1981.
- 《한국사대관》, 동방도서, 1983(538쪽).
- 《성기집(成己集)》, 정화출판문화사, 1983(318쪽).
- 《한국사의 이해》, 삼성출판사, 1984.
- 《한국유학사략(韓國儒學史略):한문본》, 아세아문화사, 1986(322쪽).
- 《한국유학사》(한국유학사략 국역본), 아세아문화사, 1987(506쪽).
- 두계이병도박사화갑기념사업위원회, 《이병도박사화갑기념논총》, 일조각, 1956(729쪽).
- 두계이병도박사구순기념한국사학논총간행위원회,《두계이병도박사구순기념한국사학논총》,지식산업사,1987.
- 진단학회 편,《역사가의 유향: 두계이병도선생추념문집》, 일조각, 1991(336쪽).
- 《한국상고사입문》, 최태영 공저, 고려원, 1989.

## 상훈
- 1954년 3월 금성충무무공훈장 수상(戰史編纂功勞)
- 1955년 3월 서울특별시문화상 수상
- 1956년 7월 대한민국 학술원상
- 1962년 8월 대한민국장(無窮花章) 수여
- 1977년 10월 인촌문화상
- 1979년 5월 5·16민족상 수상

## 가족 관계
- 고조 : 이각(李珏)
- 증조 : 이호정(李鎬貞)
- 조부: 이태용(李泰用, 1824년 10월 22일 ~ 1899년 12월 25일) 이완용(李完用)과 생계(生系) 22촌, 양계(養系) 36촌 간.
  - 아버지: 이봉구(李鳳九, 1847년 10월 15일 ~ 1907년 10월 22일), 수군절도사
  - 어머니: 나주 김씨(1864년 4월 23일 ~ 1926년 12월 30일)
    - 형: 이병묵(李丙默, 1876년 6월 19일 ~ 1950년 2월 12일)
    - 형: 이병훈(李丙薰, 1880년 8월 17일 ~ 1953년 7월 29일)
    - 여동생: 이병영(李丙暎, 1900년 ~ 사망)
    - 매제: 윤치영(尹致暎)(1898년 2월 10일~ 1996년 2월 9일), 한국의 정치인·독립운동가.[16]

  - 사돈: 윤치소(東野尹致昭, 1871년 음력 8월 25일 - 1944년 양력 2월 20일), 조카며느리의 친정아버지이며, 동시에 매제인 윤치영의 형, 6촌 형수 윤노덕의 오빠로 겹사돈이다.
    - 부인: 조남숙(1895년 음력11월 16일 ~ 1967년 5월 4일)

  - 장인: 조성근(趙性根, 1876년 음력3월 12일 ~ 1938년 5월 15일)
    - 처남: 조백현(趙伯顯, 1900년 12월 15일 한성부 출생 ∼ 1994년 7월 13일 사망. 농학자, 토양학자, 농화학자. 아호는 화농(華農). 서울대학교 대학원 농학박사)
      - 장남: 이기령(1914년 7월 26일 ~ 2002년 1월 29일, 서울대학교 의과대학 생화학교수)
        - 손자: 이웅무(1944년 1월 1일 ~ , 아주대학교 자연과학대학 자연과학부 화학과 명예교수)

      - 차남: 이춘녕(1917년 3월 27일 ~ 2016년 7월 31일, 서울대학교 농과대학 학장)
        - 손자: 이장무(1945년 5월 14일 ~ , 전 서울대학교 총장)
        - 손자: 이건무(1947년 9월 19일 ~ , 전 문화재청 청장)

      - 삼남: 이태령(1924년 2월 8일 ~ 2019년 3월 6일, 서울대학교 사범대학 화학교육과 명예교수)
      - 사남: 이동녕(1927년 7월 22일 ~ , 서울대학교 물리학과 명예교수)
      - 오남: 이본녕(1936년 1월 14일 ~ , 사우스캐롤라이나대학교 의과대학 교수)
      - 장녀: 이순경(1920년 9월 3일 ~ 2022년 8월 18일)
      - 사위: 장욱진(1918년 1월 8일 ~ 1990년 12월 27일, 화가 )
      - 차녀: 이운경(1931년 9월 9일 ~ , 이운경내과의원 원장)
      - 사위: 민헌기(閔獻基)(1928년 12월 7일 ~ 2021년 3월 6일, 서울대학교 의과대학 내과교수), 휘문의숙 설립자 민영휘(閔泳徽)(1852년 5월 15일 ~ 1935년 12월 30일)의 증손자이며, 풍문여학교 설립자 민덕기(閔德基)(1915년 ~ 1980년 3월 8일)의 동생이다.

### 이완용과의 관계
이병도의 조부가 이완용과 항렬이 같고 22촌 관계다. 일설에는 할아버지가 이완용이라는 주장이 항간에 떠돌고 있으나, 손자 이건무의 해명에 따르면 이는 사실이 아니다.
이병도는 박물관에 전시되어 있던 이완용의 관 뚜껑을 ‘매국노의 관 뚜껑을 박물관에 전시하는 것에 반대’한다며 불태웠다.

### 윤치영, 윤보선 가문과의 관계
이병도는 4대 대통령 윤보선과 사돈이다. 윤보선의 가문과는 이중으로 사돈관계를 형성했는데, 이병도는 윤보선의 삼촌 윤치영의 처남인 동시에 윤보선의 아버지 윤치소의 사돈이었다.
- 이재녕(李宰寧, 1918년 5월 4일 ~ 2006년 2월 19일)은 윤보선의 여동생이자 윤치소의 넷째 딸 윤계경(尹桂卿, 1918년 2월 13일 ~ 2011년 3월 22일)과 결혼했다.[16] 이재녕은 이병도의 형 이병묵(李炳默)의 아들로[16], 수군절도사 이봉구(李鳳九)의 손자이다.

- 이병영(李丙暎, 1900년 ~ )은 윤치소의 동생 윤치영과 결혼했는데, 이병영은 이병도, 이병묵의 여동생으로 수군절도사 이봉구(李鳳九)의 딸이었다.

이병도, 이병묵은 윤치소의 동생 윤치영의 처남인 동시에 윤치영의 형인 윤치소의 사돈이었다. 동시에 이병도, 이병묵의 6촌 형 이병림은 윤치소, 윤치영의 매제, 매형이 된다. 윤치소의 여동생이자 윤치영의 둘째 누나인 윤정숙(尹貞淑)은 이병도, 이병묵의 6촌 형 이병림(李丙琳)과 결혼했다. 또한, 이병도의 6촌 여동생인 이을남은 윤치오의 아들인 윤승선과 결혼했다.

## 학력
- 한성사범학교 부설보통학교 수료
- 한성 보광보통학교 졸업
- 경성 중동고등보통학교 졸업
- 경성 보성전문학교 전문학사
- 일본 와세다 대학교 사학과 학사
- 서울대학교 대학원 인문과학 석사·인문과학 박사

### 명예 박사 학위
- 미국 프린스턴 대학교 명예 문학박사

## 이외 이력
- 前 조선사편수회 촉탁위원(1927년 5월 31일)
- 前 민주당 전임위원(1963년 8월 30일 ~ 1963년 12월 23일)

## 같이 보기
| - 조선사편수회 - 진단학회 - 이어령 - 이장무 - 윤치영 - 윤치소 - 박창암 - 신채호 - 이건무 - 이완용 - 윤노덕 - 장도빈 | - 박은식 - 신규식 - 이광수 - 최남선 - 최두선 - 이재영 - 윤치소 - 윤치오 - 윤보선 - 이민아 - 김한길 - 최태영 - 김성칠 |

## 참고 문헌 및 링크
- 국사편찬위원회 한국사데이타베이스 이병도(李丙燾)
- 한국학중앙연구원 한국역대인물종합정보시스템 이병도, (엠파스 판)- 모질라 파이어폭스
- 엠파스 한국학인물정보
- 디지털한국학 한국의 역대인물 이병도
- 김정희, 반민족문제연구소, 《청산하지 못한 역사 3》「이병도 - 식민사관을 계승한 이병도사관」, 서울: 청년사, 1994.3.1. ISBN 978-89-7278-314-5.

| 전임 최재유 | 제7대 문교부 장관 1960년 4월 28일 ~ 1960년 8월 22일 | 후임 오천석 |